# 会飞的家乡
《會飛的家鄉》是浙江省溫州市市歌。由张名河，吴文峰作词，张立虎作曲，白雪演唱。承載了溫州特色，向外界表達了溫州人民勇於拼搏，勤勞奮進之精神。值得一提的是，作曲者張立虎，演唱者白雪都是溫州人。